# 婚禮歌手
是一部1998年的美國浪漫喜劇電影，由法蘭克·可洛西執導，提姆·赫利希編劇。主演有亞當·山德勒、茱兒·芭莉摩、克莉絲汀·泰勒等。本片是描述1980年代亞當·山德勒飾演的婚禮歌手與女服務生茱兒·芭莉摩的愛情故事。本片由羅伯特·賽孟斯製作，以1800萬美元預算，在美國賺得8020萬美元，全球總共賺得1.233億美元。

## 角色
- 亞當·山德勒 飾 羅比（Robbie Hart）
- 茱兒·芭莉摩 飾 茱莉亞（Julia Sullivan）
- 克莉絲汀·泰勒（英语：Christine Taylor） 飾 荷莉（Holly Sullivan），茱莉亞的表親
- 茱迪·特倫（英语：Jodi Thelen） 飾 Kate Hart
- 艾倫·柯佛（英语：Allen Covert） 飾 山姆（Sammy），羅比的好友
- 安琪拉·費德史東（英语：Angela Featherstone） 飾 琳達（Linda），羅比的青梅竹馬
- 馬修·格雷夫 飾 葛倫（Glenn Gulia），茱莉亞的準丈夫
- 艾倫·艾兒博蒂妮·道（英语：Ellen Albertini Dow） 飾 Rosie
- 艾利西斯·艾奎特（英语：Alexis Arquette） 飾 George Stitzer
- 克斯汀娜·皮高斯（英语：Christina Pickles） 飾 Angie Sullivan
- 法蘭克·希維羅（英语：Frank Sivero） 飾 Andy
- 比利·艾鐸 飾 他自己
- 凱文·尼龍 飾 Mr. Simms
- 史蒂文·布里爾（英语：Steven Brill (director)） 飾 葛倫的好朋友
- 史提夫·布斯美 飾 David Veltri（未掛名）
- 彼得·丹特（英语：Peter Dante） 飾 David的朋友
- 喬恩·拉威茨 飾 Jimmie Moore（未掛名）
- 麥可·蘇曼（英语：Michael Shuman） 飾 The Bar Mitzvah Boy
- 羅伯特·斯密格（英语：Robert Smigel） 飾 Andre
- Chauntal Lewis（英语：Chauntal Lewis） 飾 Stuck-Up Girl at Bar Mitzvah（未掛名）